# Здрастуйте, лікарю!
Здрастуйте, лікарю! — радянський художній телефільм 1974 року, знятий на Одеській кіностудії.

## Сюжет
У село на відпочинок приїхав молодий хірург Олександр. Він задоволений собою, у нього все вдало складається в житті: позаду інститут, готує дисертацію, працює у відомій клініці. Однак незабаром Олександр вирішує залишитися працювати в сільській лікарні.

## У ролях
- Василь Лановий — Олександр
- Галина Яцкіна — Ніна, дружина Олександра
- Сергій Медведський — Матвій Глущін, голова колгоспу
- Микола Волков — Трохим Петрович Зубцов, сільський лікар
- Тетяна Ведєнєєва — Тамара, дочка голови колгоспу, медсестра
- Віктор Чибінцев — Діма Петров, механізатор, закоханий в Тамару
- Альберт Іричев — Володимир, лікар, друг Олександра, син голови колгоспу
- Борис Сабуров — Терентій, самотній старий
- Борис Сапегін — лікар
- Зінаїда Воркуль — тітка Сима
- Семен Крупник — друг Олександра
- Володимир Груднєв — сільський старий
- Валентина Ісай — епізод
- Віктор Задубровський — чоловік Тетяни, колгоспник, батько Колі
- Генріх Осташевський — військовий, друг Олександра
- Ігор Дідурко — епізод
- Олександр Мягченков — епізод
- Анастасій Смоленський — колгоспник
- Євген Марков — колгоспник
- Михайло Калинкин — колгоспник
- Вадим Олійник — дочка Тамари

## Знімальна група
- Режисер — Василь Левін
- Сценарист — Ігор Мінутко
- Оператор — Василь Кирбижеков
- Композитор — Олександр Флярковський
- Художник — Галина Щербина